# Erick Miranda
Erick Yair Miranda Galindo (* 30. März 1982 in Salamanca, Guanajuato) ist ein mexikanischer Fußballschiedsrichter.
Seit Juli 2013 leitet Miranda Spiele in der mexikanischen Liga MX; bisher hatte er über 140 Einsätze.
Seit 2021 steht er als Videoschiedsrichter auf der Liste der FIFA-Schiedsrichter.
Beim olympischen Fußballturnier 2020 in Tokio sowie beim CONCACAF Gold Cup 2021 und 2023 in den Vereinigten Staaten und Kanada wurde Miranda als Videoschiedsrichter eingesetzt.